# Smithfield (Carolina do Norte)
Smithfield é uma cidade  localizada no estado norte-americano de Carolina do Norte, no Condado de Johnston.

## Demografia
Segundo o censo norte-americano de 2000, a sua população era de 11.510 habitantes.
Em 2006, foi estimada uma população de 12.271, um aumento de 761 (6.6%).

## Geografia
De acordo com o United States Census Bureau tem uma área de
29,6 km², dos quais 29,6 km² cobertos por terra e 0,0 km² cobertos por água.

## Localidades na vizinhança
O diagrama seguinte representa as localidades num raio de 12 km ao redor de Smithfield.